# 喇沙小學
喇沙小學（英語：La Salle Primary School）是香港一所位於九龍仔喇沙利道的全日制知名男子小學，是天主教喇沙會在香港開辦的第三所學校及第一所小學；以學生人數計算，亦是全香港最大的小學。其所在地喇沙利道因喇沙書院而命名。因直屬關係，大部份畢業生都會升讀與其一路之隔的喇沙書院。

## 校政管理

### 歷任校監
- 百德 修士
- Tierney James Christopher修士

### 歷任校長（半日制時期）
上午部
- 彭亨利修士（1957-1984）
- 馮文輝（1984-2002）[1]

下午部
- 鄺明清（1958-1963）
- 林修士（1963-1966）
- 盧榮漢（1966-1974）
- 雷惠銘（1974-1978）
- 陳仲勉（1978-1998）
- 黎朱慧芳（1998-2000）[2]
- 鮑陳慧兒（2000-2002）

### 歷任校長（全日制時期）
- 鮑陳慧兒（2002-2008）
- 梁周嘉平（2008-2012）
- 何侯純華（2012-2016）
- Rakesh Nair Chandni（黎月兒）（2016-?）

### 歷任副校長
- 黃劉宇儀
- 李曹規
- 潘劉家欣
- 黎紹輝

## 歷史

### 創立
1957年前，喇沙書院在喇沙小學現址開辦第七、八班，即分別為現在的小學五、六年級。1957年9月，正式脫離喇沙書院成立喇沙小學，五、六年級各兩班，由彭亨利修士擔任創校校長，在任達27年。當時的校舍是喇沙書院的附屬建築。下午上課，上午為教育署借用。
1958年，校方收回上午使用權，加開了4班，上、下午共有8班。同年開始擴建。

### 第一次擴建
1960年6月28日，第一次擴建校舍完成，加蓋至16個課室。新建築仿照1937年舊校舍的設計，座落於舊校舍以西，並添加了額外的樓層。上、下午部各增至16班，合共32班，二、四、六年級在上午上課，一、三、五年級則在下午上課。學校並分長短週。

### 圍牆倒塌事故
1966年6月8日中午12時25分，喇沙小學面向界限街的圍牆在豪雨下突然倒塌，壓向巴士站，釀成6死16傷，死者中5人為中學生，當中一名就讀喇沙書院中四級。

### 第二次擴建
1972年，校舍第二的擴建完成，增加至18個課室，並添加了大量設施，主要包括雷自強禮堂（通常作羽毛球場用）、兩個課室、演講廳（可播放電影）、圖書館、故事室、游泳池，和一座足球場，地下的雨天操場則分作籃球場和擺放乒乓球桌。校舍也為當時在香港辦學的喇沙會修士提供宿舍。學校再擴充至36班，上下午各有18班。

### 班級重組
1979年，班部改為小一、二、三在下午上課；小四、五、六在上午上課。

### 分拆為上、下午校
喇沙小學自創辦30年以來，即使課堂分開上下午兩節，以其他的標準來看仍然是一所學校。1987年，在當時的校監賴斐爾修士主持下，分拆成上午校和下午校。之後，喇沙小學經教育署批核，分成兩所學校註冊，共用同一座校舍，有不同的校長和教師。分拆計劃用了3年才完成（1988-1991年）。

## 近年發展

### 校舍重建
1998年，學校的管理委員會響應香港政府的全日制學校政策，開始計劃重建校舍，以配合全日制教學的需要。1999年政府批准重建計劃，立法會亦為重建批出撥款。重建計劃分為兩個階段。
第一階段在2000年7月開始，於2002年8月完成。期間拆除了舊校舍的一部分，並在原來足球場的位置建造新的教學大樓。原來的游泳池則被填平，以改為臨時的足球場，直到第二階段。2002年9月，教師和學生遷到新的校舍，喇沙小學並在15年的分拆後，再次改制，成為一所有36班的全日制小學。第二階段緊接著開始並於2005年完成，拆卸了舊校舍餘下的建築物(1937年建成的舊校舍)，改建成一座露天足球場和室內的一個游泳池，以及地下停車場。
重建計劃更新了整個校園，很多設施均超越一般學校的水準。其中在頂層有一個樓底高達十米，極為寬敞的禮堂，可容納2000人或分為八個羽毛球場。還有小教堂，25米室內游泳池和貫通全校園的電腦網絡。每個教室均設有電腦、實物投映機和視像放映機。這些特別設施共耗支四千萬港幣。由於新建校舍超越一般小學的標準，政府並不承擔這筆費用，必須由學校自行籌集。在家長、舊生、喇沙會和其他友好團體的合作下，舉辦了大大小小的籌款活動。款項最後成功籌得。
校舍重建時，拆掉了舊校舍的龜池，及包括聖母山在內的一些雕塑，並砍掉了操場上和停車場裡的多棵大樹，此舉在當時曾經引起一些不滿的聲音。

### 金禧校慶
2007年喇沙小學慶祝金禧校慶之際，亦適逢喇沙書院成立75周年，為此兩校聯合舉辦紀念活動，其中假座灣仔的香港會議展覽中心的校慶晚宴，除了讓眾多舊生聚首一堂外，當晚收益將會捐助喇沙教育基金為日後優化教學資源之用。　

### 發展方向
自香港主權移交後，特區政府推行了多項繁複的教育改革，由2001年起，開始接受小學申請轉為直接資助學校，部份傳統名校為了得更佳的營運資源及較大的收生自主權，紛紛轉為類似私校的直資學校，皆因除可獲得政府資助外，更可向學生家長收取每年由萬多至五萬港元的學費。在眾多名校當中，喇沙小學基於其辦學理念，並沒有申請成為直資學校。因為收生自主權較以往為低，在平衡學生高水平的學業成績及教學質素上，受到了來自政府方面的極大壓力，為了達到在2012年期限前，與直屬中學喇沙書院結為一條龍學校，校方做了多項措施，例如下放大部份課外活動的行政工作予家長教師會及其屬會，充分利用家長各方面的專長及資源，以求發揮「家校合作」的精神。而校方亦普遍得到家長方面的支持，因此喇沙小學的家長教師會頗具規模且組織緊密，而極大部份的家長及學生亦對學校有強烈的歸屬感。

## 知名/傑出校友
政商界
- 黃景強：第十二屆全國政協委員及澳門大學創辦人（小六）[8]
- 鄧永鏘爵士，KBE：服裝品牌上海灘及私人會所中國會的創辦人
- 梁家傑：第五屆立法會議員 (九龍東)、公民黨黨魁、資深大律師、前大律師公會主席
- 郭榮鏗：立法會議員 (法律界)
- 蘇澤光：前電訊盈科副主席兼董事總經理、前香港鐵路有限公司主席兼行政總裁、前香港貿易發展局主席兼總裁、香港機場管理局董事會主席（1959年小六）[9]
- 王敏剛：已故商人及全國人大代表[10]（1961年畢業）
- 向展鵬：向氏家族後人，現從事保險業
- 李宗德：香港企業家、社會活動家、和富塑化集團主席，前公民教育委員會主席
- 陶君行：香港政治人物
- 曾俊華：前財政司司長
- 盧偉聰：前警務處處長
- 王冬勝：滙豐銀行副主席兼行政總裁
- 吳榮奎：前運輸局局長（1960年小六）[11]
- 黃宏泰：香港灣仔區議會司徒拔道選區區議員
- 李勁華：香港科技初創企業的共同創辦人及行政總裁、香港浸會大學客席講師
- 陳裕光：前大家樂集團主席及臨時最低工資委員會委員[12]
- 李百全：保安局常任秘書長，前香港電台廣播處長。
- 梁宏正：民政及青年事務局副局長，香港菁英會主席。
- 梅達明：監警會副秘書長
- 黃惠沖：律政署法律政策專員
- 施祖祥：已故前香港官員[13]
- 劉秀成：香港建築師、前香港立法會議員[14]（1957年小六）
- 梁毓偉：香港立法會議員（選舉委員會）（1996年小五）[15]
- 劉嘉敏：前個人資料私隱專員[16]
- 朱民康：凱悅國際（亞太區）有限公司亞太區董事總經理（1958年）[17]
- 何敬康：香港立法會議員（選舉委員會）
- 周文耀：香港交易所前行政總裁，數碼港管理公司董事局前主席（1960年小六）[11]

演藝界
- 黃霑：已故香港填詞人
- 許願：香港唱片監製、藝人經理人
- 彭浩翔：香港電影導演（1986年畢業）[註 1]
- 謝霆鋒：香港男藝人及演員
- 尹子維：香港男藝人
- 何寶生：前香港藝人，現已出家為僧
- 李國豪：李小龍之子，已故電影演員
- 李小龍：已故國際巨星電影演員
- 李振輝：藝人、李小龍之弟
- 李忠琛：前香港天文台助理台長、李小龍之兄
- 倫永亮：作曲家、歌手、監製
- 鄭浩南（鄭立興）：香港男藝人（1977年）
- 林溥來：香港通識科及英文科補習名師、無綫電視男藝員（1988年小六）
- 陳欣健：前警司，香港電影工作者
- 唐文龍：香港男藝人[註 2]
- 郭子豪：香港男藝員[18]
- 李泳漢：香港男藝人
- 李泳豪：香港男藝人[19]
- 黃建東：香港男藝人[20]（1993年小六）
- 鄧梓峰：香港男藝人
- 張煒：香港男演員
- 涂毓麟：香港男歌手
- 冼靖峰：香港男歌手及音樂人，前香港樂隊PAUSING主音[21]
- 杜自持：香港唱片製作人、作曲家及鍵盤演奏家（1974年小六）

文化、教育界
- 梁欽聖：聖若望英文書院及美國國際學校校監[22]
- 董啟章：香港小說家[23]
- 丘世文：《號外》雜誌創辦人
- 黃國浩（Michael G. Wong）：遵理學校經濟科導師
- 趙令揚：中國已故文史學者
- 鄭宇碩：前香港城市大學政治學教授[24]

法律、體育界
- 陳文敏：香港大學法律學院教授
- 葉尚華：香港足球員及演員（小四至1960年小六）[25]
- 陳穎朗：香港男童星[11]
- 陳爵：前香港高等法院司法常務官（1953年小六）[26]

醫學界
- 蔡堅：前香港醫學會會長（1960年小六）[11]
- 楊鶴強：已故香港中文大學生物醫學學院教授、逸夫書院首任舍監[27]